# Diclorocarbeno
El diclorocarbeno es el reactivo intermedio con fórmula química CCl2. Aunque esta especie química no se ha aislado, es un intermediario común en la química orgánica y se genera a partir del cloroformo . Esta molécula diamagnética angular se inserta rápidamente en otros enlaces.

## Preparación
El diclorocarbeno se genera más comúnmente por la reacción del cloroformo y una base como el terc-butóxido de potasio o hidróxido de sodio acuoso. Un catalizador de transferencia de fase, por ejemplo bromuro de benciltrietilamonio, facilita la migración del hidróxido en la fase orgánica.
HCl 3 + NaOH → CCl 2 + NaCl + H 2 O

### Otros reactivos y rutas
Otro precursor del diclorocarbeno es el tricloroacetato de etilo. Tras el tratamiento con metóxido de sodio, libera CCl2.
El fenil(triclorometil)mercurio se descompone térmicamente para liberar CCl 2 .
PhHgCCl 3 → CCl 2 + PhHgCl
La diclorodiazirina, que es estable en la oscuridad, sedescompone en diclorocarbeno y nitrógeno mediante fotólisis .
| Dichlorocarbene from dichlorodiazirine         |
| Diclorocarbeno a paritr de la diclorodiazirina |

El diclorocarbeno también se puede obtener por decloración de tetracloruro de carbono con magnesio con química ultrasónica. Este método es tolerante a ésteres y compuestos carbonílicos porque no involucra una base fuerte.

## Reacciones

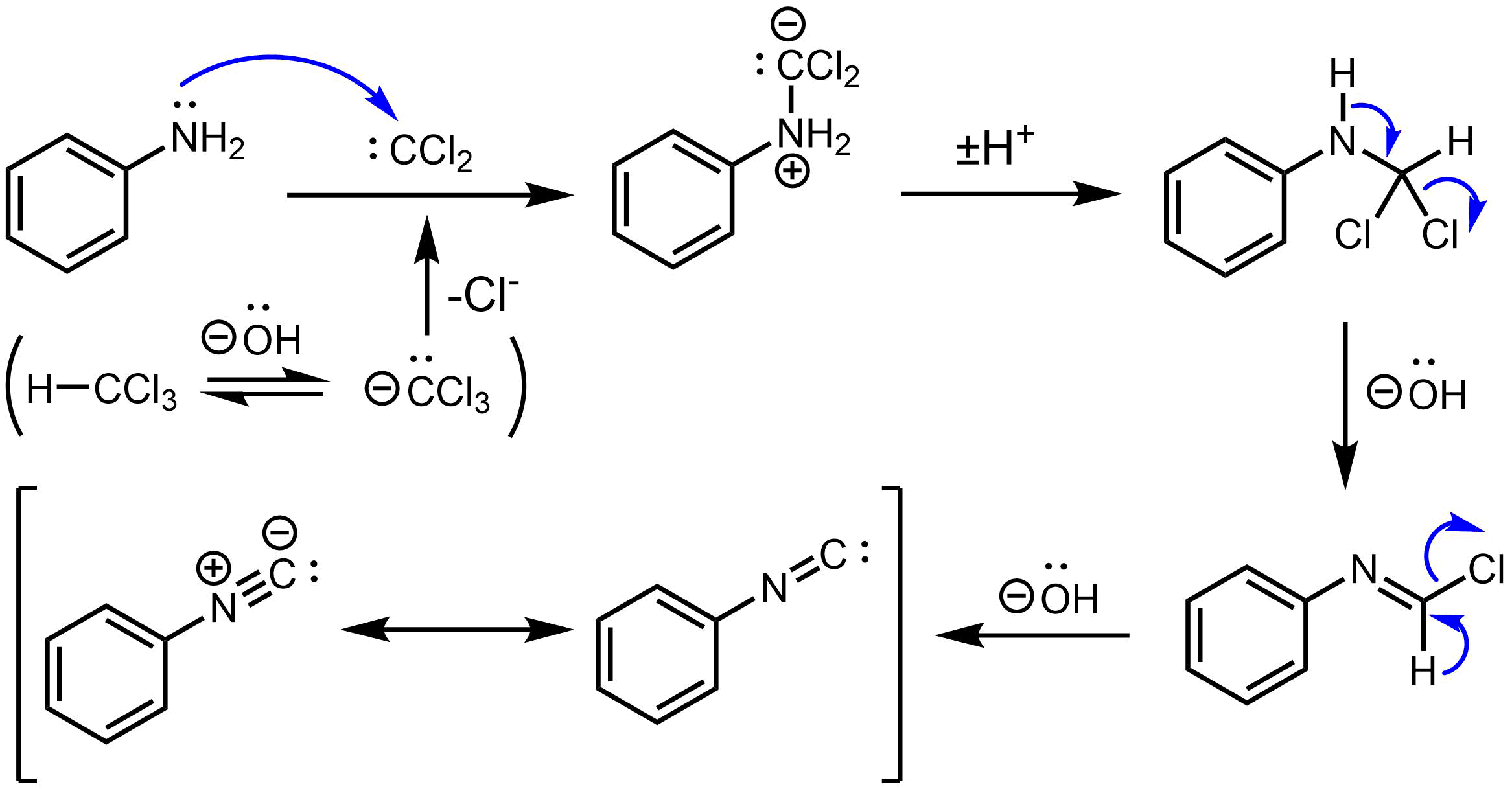
Mecanismo de la reacción del isocianuro de Hofmann

### Con alquenos
El diclorocarbeno reacciona con los alquenos en una cicloadición formal [1+2] para formar diclorociclopropanos geminales . Estos pueden reducirse a ciclopropanos o hidrolizarse para dar ciclopropanonas mediante una hidrólisis de haluro geminal . Los diclorociclopropanos también se pueden convertir en alenos en el reordenamiento de Skattebøl .

### Con fenoles
En la reacción de Reimer-Tiemann, el diclorocarbeno reacciona con los fenoles para dar el producto ortoformilado. por ejemplo, de fenol a salicilaldehído .

### Con aminas
El diclorocarbeno es un intermediario en la reacción de la carbilamina. En esta conversión, una solución de diclorometano de una amina primaria se trata con cloroformo e hidróxido de sodio acuoso en presencia de una cantidad catalítica del catalizador de transferencia de fase . La síntesis de isocianuro de <i id="mwbw">terc</i> -butilo se ilustra de la siguiente manera:
Me 3 CNH 2 + CHCl 3 + 3 NaOH → Me 3 CNC + 3 NaCl + 3 H 2 O

## Historia
El diclorocarbeno como intermedio reactivo fue propuesto por primera vez por Anton Geuther en 1862, quien consideraba al cloroformo como CCl2.HCl Su generación fue reinvestigada por Hine en 1950. William von Eggers Doering informó en 1954 sobre la preparación de diclorocarbeno a partir de cloroformo y su utilidad en la síntesis.

## Reacciones relacionadas
La síntesis de alenos de Doering-LaFlamme implica la conversión de alquenos en alenos (una extensión de cadena) con magnesio o sodio metálico a través de la reacción inicial del alqueno con diclorocarbeno. La misma secuencia se incorpora en la transposición de Skattebøl a ciclopentadienos.
Está estrechamente con el dibromocarbeno (CBr2), más reactivo.

## Clorocarbeno
El clorocarbeno relacionado (ClHC) se puede generar a partir de metillitio y diclorometano . Se ha utilizado en la síntesis de espiropentadieno .